# 三原勇希
三原 勇希（みはら ゆうき、1990年4月4日 - ）は、日本の女性ファッションモデル、グラビアモデル。スターダストプロモーション所属。夫はプロサッカー選手の犬飼智也。

## 略歴

### デビュー
中学生時代、愛読していたティーン向けファッション雑誌『ニコラ』（新潮社）の交流イベント（「大阪開放日」）に友達と行った際に芸能事務所・先駆舎のマネージャーのスカウトを受け、同社のもと『ニコラ』のモデル（ニコモ）としてデビューした。なお、当時は競合誌『melon』（祥伝社）にも並行して登場するなど、最初から専属モデル契約というわけではなかったようである。

### ニコモ時代
初登場は2004年2月号で、当時13歳・身長154.5cm。
同誌恒例の読者モデルオーディション出身者ではなかったが読者人気は高く、テレビ番組『ニコモノ!』（テレビ大阪）にも出演。1歳年上のニコモ・虎南有香や丹羽未来帆（現にわみきほ）との仲の良さも知られた。誌面で「ちょいギャル系のファッションが好み」と言っていた通り、大人びたポジションを担当することが多く、新垣結衣・虎南有香・丹羽未来帆らの卒業後は岡本玲とともに実質的なニコモの筆頭格となった。
2006年度にはニコラクラブおよびプリ部の部長を虎南有香から引継ぎ担当。表紙モデルへの起用は2005年3月・8月、2006年1月・8月・9月・12月、2007年5月の7回で、うち2回は単独表紙であった。なお姉が『ニコラ』紙面に登場したことがあり、『ニコラ』編集者には「美人姉妹」と呼ばれた。

### 卒業後の活動
2006年、先駆舎とディスカバリー・エンターテインメントとの提携により同社に移籍。
『ニコラ』2007年5月号および2007年3月29日の東京開放日イベントをもってニコモを卒業して以降、しばらくはティーン向けカタログのモデルなど小規模な活動となっていたが、2008年度からは芸能活動を本格化。『saku saku』（テレビ神奈川）、『ブカツの天使』（日本テレビ系列）のレギュラー出演が始まったほか、『週刊ヤングサンデー』（小学館）では水着グラビアに初挑戦し、「YS乙院'08」の一人として投票対象にエントリーしグランプリを獲得。
ブログはかつてニコラ関連の「オシャレのウワサ」や「ニコログ」などで執筆参加していたが、ニコラ卒業後の空白期間を経て2008年4月1日にアメーバブログ上に単独のページを立ち上げている。なお空白期間中も、虎南有香や我妻三輪子など元ニコモ仲間のブログにたびたび登場していた。同年7月、YS乙女学院'08グランプリになり、表紙を飾る。
2009年4月13日より、中村優の後を引き継ぎ『saku saku』（テレビ神奈川）4代目MCに就任。
2012年3月8日発売のニンテンドー3DSソフト『ガールズRPG シンデレライフ』のイメージキャラクターに百津弘子・稲垣梨奈と共に選ばれ、3人のユニット「プリンセスK」を結成し、3月7日にテーマ曲『シンデレライフ』でCDデビュー。
2016年5月、10年間在籍したディスカバリー・エンターテインメントを退社し、スターダストプロモーションに移籍。
2023年4月1日にプロサッカー選手の犬飼智也との結婚を発表し、同年9月14日に第1子男児を出産した。

## 人物
大阪府東大阪市出身。大阪府立高津高等学校、立教大学文学部文学科英米文学専修卒業。
勇希という名前は、水島新司の漫画『野球狂の詩』などに登場する人物、水原勇気から名付けられた。芸名は他者から名づけられてのもののようだが、三原自身も水原勇気は好きと述べている。
趣味は音楽、ライブ鑑賞、ランニング、釣り、ゴルフ、ヨガ、特技は絶対音感、高音、ピアノ（鍵盤楽器で即興演奏）。
姉が1人いる。母も祖母もピアノ教師で、曾祖父は大阪音楽大学創立者の永井幸次である。東大阪市立加納小学校時代、NHK全国学校音楽コンクール大阪府コンクールでピアノを担当し、銅賞を受賞した。

## 出演

### ファッション雑誌・カタログ
- nicola（2004年2月号  - 2007年5月号、新潮社） - 専属モデル
- melon（2004年10月 - ？、祥伝社）
- Teens Cecile→Cupop（2005年秋号 - ?、セシール） - モデル
- fancy pocket girls（2006年1月 - 、17号 - 22号、サン宝石） - 専属モデル
- プチベリー（ニッセン）
- COOL TRANS（2010年11月号、ワニブックス）
- XLARGE® 20TH ANNIVERSARY BOOK （2011年3月17日）
- ＆G（2013年、小学館）- モデル
- Voi(マルイ)（2013年秋号）- カタログモデル
- JJ（2013年、講談社） - モデル

### その他紙メディア
- 週刊文春（文藝春秋）
- 朝日新聞（朝日新聞社）
- 週刊ヤングサンデー（小学館） - YS乙女学院'08グランプリ
- OTOME CONTINUE（太田出版）
- 週刊プレイボーイ（2010年9月27日号、集英社）

### CM・広告
- トライグループ、家庭教師のトライ・個別教師のトライ（2004年9月） - テレビCM（生徒役）
- タカラ、たたいてボンゴミーヤ（2004年9月） - テレビCM（岡本玲と共演）
- セガトイズ、スプレーアート（2007年） - テレビCM
- トンボ学生服、olive des olive school
- 仁張工作所 （2007年 - ） - 商品モデル
- ミニストップ、ハロハロ（2014年7月 - 8月） - テレビCM

### TV情報・バラエティ番組他
- ニコモノ!（2004年、テレビ大阪）
- オシャレのウワサ（2005年、GTV・MXTV・TVS・GYT・tvk・ctc・BS日テレ・BS-i）
- saku saku（テレビ神奈川）
  - 2008年3月31日 - 2009年4月6日 月曜レギュラー（新星堂ランキングコーナー）
  - 2009年4月13日 - 2012年3月30日 - 4代目MC
  - 2014年3月28日 - 屋根の上最終回のゲスト（歴代MCとして）
- ポカリスエット ブカツの天使（2008年4月5日 - 、FCT・TSB・SDT・YBS） - 中部・南東北エリアレギュラー
- サプライズ（2009年、日本テレビ）
- NEWCOMER LIVESHOW シンガタ（2010年11月6日、日本テレビ）
- 金曜スーパープライム・2011新春突撃!隣のスタアの晩ごはん（2011年1月14日、日本テレビ）
- あの事件はどうなった？解決!マヨネーズ!!（2011年4月13日、日本テレビ）
- 超豪華!!スタア同窓会IV（2011年9月6日、日本テレビ）
- シューイチ（2012年4月1日 - 2013年3月31日、日本テレビ） - シューイチガール
- 踊る!さんま御殿!!（2012年11月6日、日本テレビ）
- 東京上級デート（2013年10月23日、テレビ朝日） - ＃75夢の島
- フィッシング倶楽部 vol.190 釣りガール入門　初めての海上釣堀（2013年11月14日、テレビ埼玉） - レギュラー出演
- 住んでる人が見たい！世界の超！絶景ハウス（2013年12月28日、テレビ東京） - 絶景ガール　コロンビア編
- 王様のお年玉（2014年1月4日、TBS） - リポーター
- SPACE SHOWER COUNTDOWN（スペースシャワーTV）
- テリー伊藤のトラブルハンター（2014年10月 - 、火 20:30 - 21:00他、TOKYO MXTV） - アシスタント
- 真麻のドドンパッ!（2016年10月5日 - 、BS日テレ） - 水曜レギュラー（高橋英樹の歴史侍コーナー）
- スペシャのヨルジュウ♪ （2016年11月 - 2022年4月10日、スペースシャワーTV）
- SPACE SHOWER MUSIC  AWARDS （2017年3月7日、スペースシャワーTV） - 司会

### テレビドラマ
- サラリーマン金太郎（2008年、テレビ朝日） - 江沢有希 役
- 華麗なるスパイ（2009年、日本テレビ） - 受付嬢 役
- 土曜ワイド劇場「広域警察・ふたりの刑事」（2010年5月8日、テレビ朝日） - 水島結花 役

### ラジオ番組
- FX三姉妹（2014年2月26日、ラジオNIKKEI第1放送）
- 劇団サンバカーニバル（2014年4月5日 - 2014年9月27日、FM-FUJI）
- オレたちゴチャ・まぜっ!〜集まれヤンヤン〜（2015年4月18日 - 2016年4月9日、MBSラジオ）
- INTRO-JUICE 802（2016年4月3日 - 2020年3月29日、FM802）
- STEP ONE（2017年11月27日 - 30日、J-WAVE）- アシスタント代理
- ADVANCED EARTH（2019年5月 - 2020年3月、FM NACK5）※「びーさんぼーいず〜Be SUNDAY BOYS〜」内包番組 -  産休中の今井ちひろの代理
- ROPPONGI PASSION PIT （2020年4月4日 - 2022年3月26日、J-WAVE、FM802）
- N-FIELD（2021年4月3日 - 2023年6月24日、FM NACK5）- パーソナリティ
- Time for Bed（2021年7月6日 - 2024年3月19日、block.fm）
- GROOVE LINE（2022年8月1日 - 4日、J-WAVE）- 夏休み中のピストン西沢の代理

### 舞台
- UMANプロデュース 東京女子演劇部公演「聖澤女学院物語ラストディーバ」（2014年4月3日 - 6日、六行会ホール） - 主演・蓮美華すみれ 役 ※齊藤夢愛とのダブルキャスト

### DVD
- おしゃれに GOLF〜ワクワクデビュー準備編〜（2008年5月、TLIP）
同タイトル同料金の単行本付きDVD（2008年5月、キネマ旬報社）
- おしゃれに GOLF〜あこがれのコースデビュー編〜（2008年10月、TLIP）
同タイトル同料金の単行本付きDVD（2008年10月、キネマ旬報社）
- 日本一のPure Lip（2008年10月、リバプール）
- saku saku Ver.6.0 ミハラマジックと佐世保の石（2010年2月24日、アミューズ）
- saku saku Ver.6.5 SP VIVA！神奈川（2010年9月15日、アミューズ）
- saku saku Ver.7.0 ミハラマジックと東の部屋（2011年3月16日、アミューズ）
- saku saku Ver.7.5 SP ありがとう4：3（2011年7月27日、アミューズ）
- saku saku Ver.8.0 ミハラマジックとトヤマワンの星人（2012年3月9日、アミューズ）

### PV
- ザ・ジェッジジョンソン『Tide of Memories』（2007年）
- UVERworld『Just break the limit!』（2008年）
- KEN THE 390『無重力ガール』（2013年）
- BŌMI『Y.O.U』（2015年）